# Frauenwahlrecht in Australien und Ozeanien

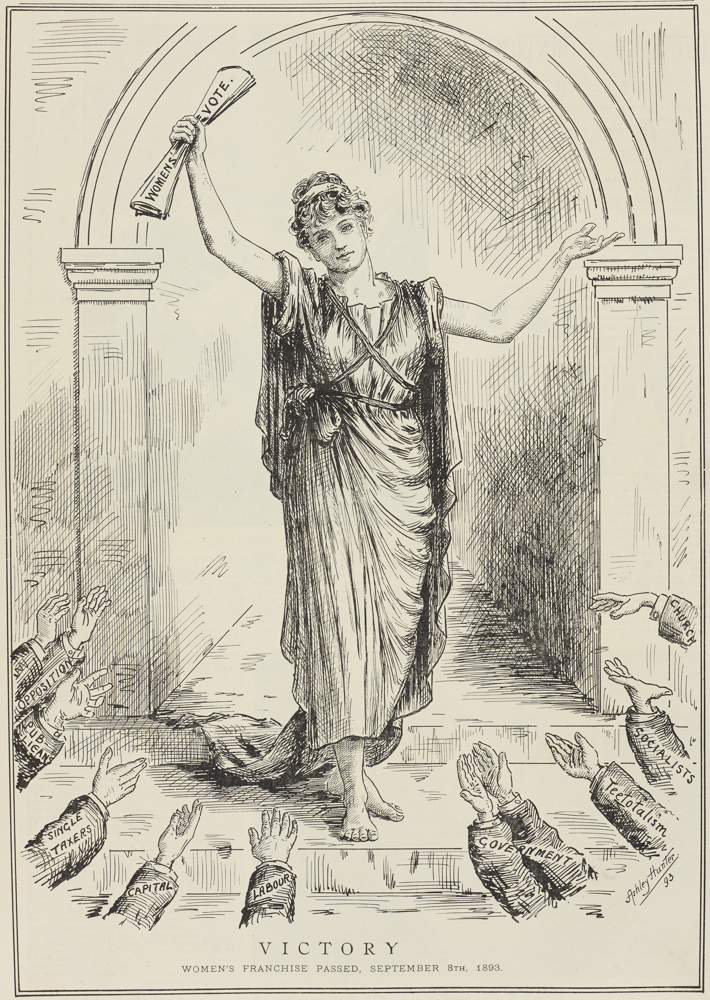
Neuseeland war der erste unabhängige Staat mit Frauenwahlrecht.

Das Frauenwahlrecht in Australien und Ozeanien wurde in drei Staaten sehr früh erreicht: Neuseeland war der erste unabhängige Staat mit Frauenwahlrecht. Am 8. September 1893 wurde es im Parlament beschlossen.  Australien war zwar nach Neuseeland der zweite Staat der Erde, der auf Bundesebene Frauen das aktive und passive Wahlrecht zu denselben Bedingungen wie Männern gab, doch gab es bei der Einführung 1902 Beschränkungen in Bezug auf die Aborigines: Weibliche Aborigines durften sich nur dort an den Wahlen zum Bundesparlament beteiligen, wo sie auch für die Wahl zum Parlament des jeweiligen Bundesstaats wahlberechtigt waren. Dies war 1902 nur in South Australia der Fall. Die Rassenfrage spielte beim Frauenwahlrecht in Australien – anders als in Neuseeland – eine Rolle: In Queensland und Western Australia dauerte es bis 1962, bis ein Gesetz den weiblichen Aborigines aus diesen Bundesstaaten das Wahlrecht auf Bundesebene verschaffte; die beiden Bundesstaaten übertrugen dieses dann auch auf die Wahl zu ihren Bundesstaatenparlamenten. Die Cookinseln waren der erste Staat, in dem Frauen zur Wahl gingen. Dies geschah am 14. Oktober 1893. Die Südsee war damit eine wenig beachtete Wegbereiterin in Sachen Demokratie.

## Einzelne Staaten

### Australien

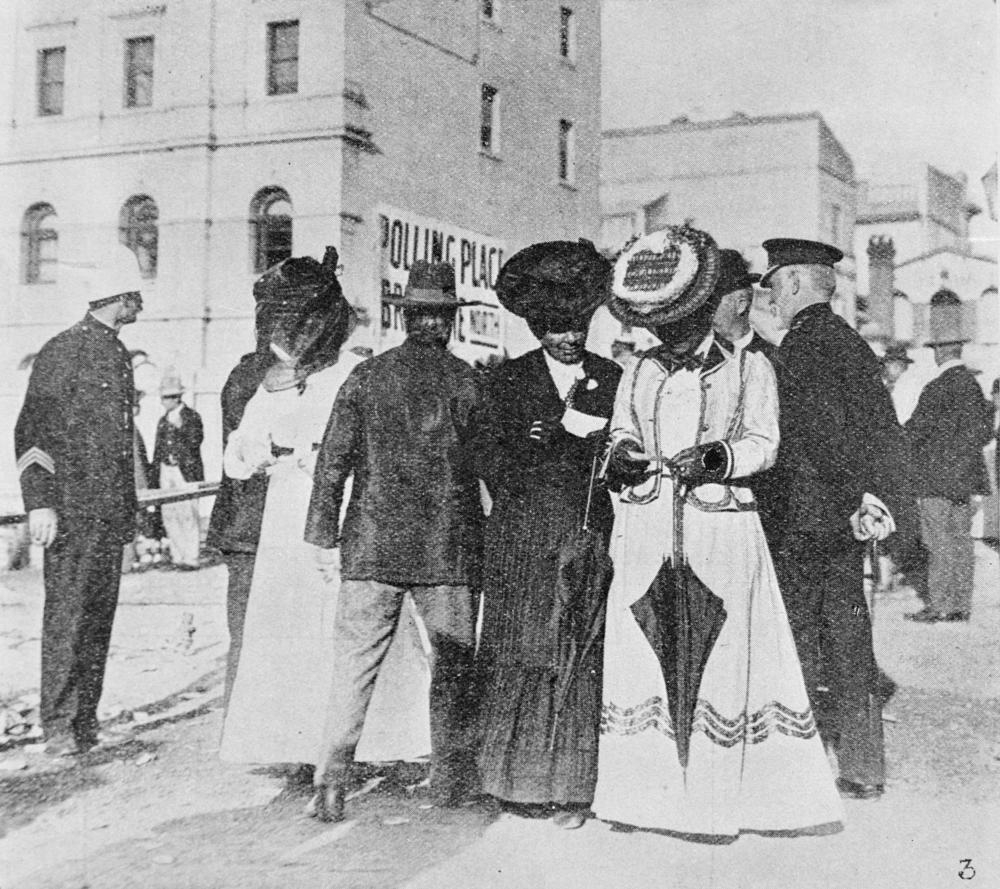
Frauen bei der ersten Wahl auf Bundesebene mit Frauenwahlrecht 1907 beim Vergleichen von Aufzeichnungen in Brisbane.

Das Frauenwahlrecht in Australien wurde in zwei der sechs späteren Bundesstaaten eingeführt, als diese noch voneinander unabhängige Kolonien waren: Seit 1894 durften in South Australia Frauen unabhängig von ihrer Rasse nach denselben Bedingungen wie Männer wählen und gewählt werden. Damit war das Parlament des Bundesstaates South Australia das erste weltweit, für das Frauen kandidieren durften. Das Frauenwahlrecht für den Bundesstaat Western Australia folgte 1899, allerdings waren hier Aborigines ausgenommen.
Das Frauenwahlrecht auf Bundesebene wurde im Jahr 1902 eingeführt, ein Jahr nach der Gründung des Commonwealth of Australia. Zwar war Australien nach Neuseeland der zweite Staat der Erde, der auf Bundesebene Frauen das aktive und passive Wahlrecht zu denselben Bedingungen wie Männern gab, doch gab es Beschränkungen in Bezug auf die Aborigines: Weibliche Aborigines durften sich nur dort an den Wahlen zum Bundesparlament beteiligen, wo sie auch für die Wahl zum Parlament des jeweiligen Bundesstaats wahlberechtigt waren. Dies war 1902 nur in South Australia der Fall.
Die Rassenfrage spielte beim Frauenwahlrecht in Australien – anders als in Neuseeland – eine Rolle: Bei Queensland und Western Australia dauerte es bis 1962, bis ein Gesetz den weiblichen Aborigines aus diesen Bundesstaaten das Wahlrecht auf Bundesebene verschaffte; die beiden Bundesstaaten übertrugen dieses dann auch auf die Wahl zu ihren Bundesstaatenparlamenten.

### Cookinseln
Die Cookinseln sind der erste Staat, in dem Frauen zur Wahl gingen. Dies geschah am 14. Oktober 1893. Die Südsee war damit eine wenig beachtete Wegbereiterin in Sachen Demokratie.

#### Historische Entwicklung
In den 1880ern zogen die Cookinseln die Aufmerksamkeit der Māoris und einiger europäischer Großmächte auf sich. Sie waren Ziel der Fahrten neuseeländischer Händler und Missionare und mussten sich gegen peruanische Sklavenhändler wehren. Frederick Moss, ein ehemaliges Parlamentsmitglied aus Auckland, der von Neuseeland zum britischen Residenten ernannt worden war, machte die Insel zu einem Teil des Britischen Weltreiches. Ein Zeitgenosse hielt fest: „Er hatte weit reichende Ambitionen, und die Tatsache, dass die Insel bei weitem nicht groß genug war, um sie zu erfüllen, dämpfte seinen Elan.“ Neben anderen Reformen führte Moss ein gewähltes Parlament ein, das auch von Frauen gewählt wurde. Moss schrieb stolz: „Das Parlament der Cookinseln ist das einzige freie Maoriparlament, das man je versucht hat zu errichten.“ Die Inseldemokratie war insofern utopisch, als sie hätte nur funktionieren können, wenn die Häuptlinge ihre Macht abgegeben hätten; doch die Häuptlinge herrschten weiter über ihre Dörfer. Sie konnten die gewählten Abgeordneten beeinflussen, vor allem, weil Moss’ Pläne eines geheimen Wahlrechts unterlaufen wurden.
Das allgemeine Wahlrecht wurde zwar offiziell erst drei Tage nach dem New Zealand Election Act garantiert, aber die Frauen von Raratonga wählten vor den Neuseeländerinnen, am 14. Oktober 1893.
Marguerite (Margaret) Nora Kitimira Brown Story wurde 1965, noch zu Kolonialzeiten, als erste Frau in das gesetzgebende Gremium (Legislative Assembly) gewählt und war von 1965 bis 1979 und dann wieder 1983 dessen Vorsitzende. Erstes weibliches Regierungsmitglied war die 1983 ernannte Ministerin für Inneres und das Postwesen Fanaura Kingsone.

#### Bedeutung von Frauen auf den Inseln

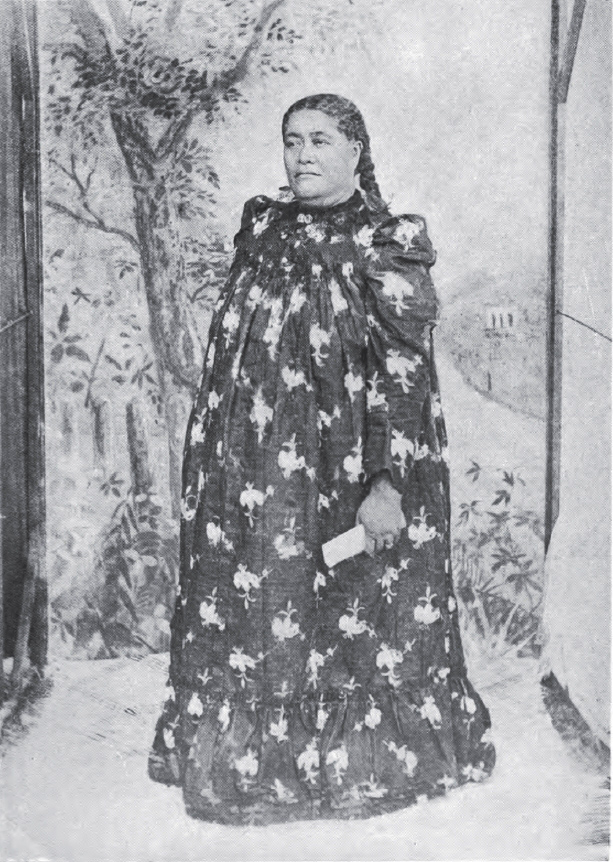
Makea Takau Ariki (1839–1911), die letzte Herrscherin des Königreichs Rarotonga. Unter ihrer Herrschaft wurden die Cookinseln 1888 britisches Protektorat.

Die Bedeutung von Frauen auf den Inseln ist durch Quellen belegt: 1890 waren vier der fünf Häuptlinge Rarotongas Frauen, und diese wussten es sehr zu schätzen, dass die britische Marine einer Königin unterstellt war. Dick Scott, der Geschichtsschreiber der Cookinseln, berichtet, wie die weiblichen Häuptlinge bereits selbst den Titel Königin angenommen hatten und ihre Häuser nannten sie Paläste: „Die an Höfen übliche Schmeichelei wurde auch hier peinlich genau ausgeführt und eine ganze Serie von leicht zu beeindruckenden Touristen und Reiseschriftstellern beschenkten die Menschen zu Hause mit Berichten, wie sie in den königlichen Gemächern empfangen worden waren.“
Die Verleihung des Wahlrechts an Frauen in der Südsee fügte sich in eine Gesellschaft ein, in der es Frauen aus angesehenen Familien durchaus öffentlich auftraten und über Macht verfügten. aufzutreten. Die Trennung in eine männliche Domäne, die Politik oder die Organisation des öffentlichen Lebens umfasste, und eine weibliche, auf das Haus beschränkte existierte gab es auf Rarotonga (und vermutlich auf vielen anderen Südseeinseln) nicht. Nur der Kampf war Männern vorbehalten. Dies dezimierte die männliche Bevölkerung und brachte es mit sich, dass das Gemeindeleben von einer Gemeinschaft mit deutlichem Frauenüberschuss geschultert werden musste. Der Mangel an Informationen über die frühe Regierungszeit in der Südsee spricht für die Richtigkeit der Bemerkung John Markoffs: „Die Geschichte der Demokratie ist in hohem Maß der Kreativität von Orten geschuldet, die Historiker kaum erforscht haben.“

### Fidschi
Am 17. April 1963, noch unter britischer Verwaltung, erhielten Frauen das aktive und passive Wahlrecht.
1970 wurde Fiji unabhängig, das Frauenwahlrecht wurde bestätigt.
Erste Wahl einer Frau ins nationale Parlament: Zwei Frauen, 1970. Vor der Unabhängigkeit wurde 1966 Adi Losalini Dovi in das legislative Gremium der Kolonialregierung gewählt.

### Kiribati
Vor der Unabhängigkeit, unter britischer Verwaltung, erhielten Frauen in den Wahlgesetzen (Gilbert & Ellice Islands Colony Electoral Provisions Order, 1967) und der Verfassung am 15. November 1967 das allgemeine Wahlrecht. Nach der Unabhängigkeit 1979 wurde dies bestätigt.
Passives Frauenwahlrecht: 15. November 1967 (siehe auch oben)
Erste Wahl einer Frau ins koloniale Parlament: Tekarei Russell, 1971. Erste Wahl von Frauen ins nationale Parlament: Fenua Tamuera, 25. Juli 1990. (Nachwahl), Koriri Muller, 1992 (Nachwahl). Teima Onorio, 30. September 1998; erste Frau, die in einer regulären Wahl ins Parlament gewählt wurde.

### Marshallinseln
Unter der Verwaltung der USA wurde das Frauenwahlrecht am 1. Mai 1979 garantiert und bei der Erlangung der Unabhängigkeit 1986 bestätigt.
Passives Frauenwahlrecht: 1. Mai 1979
Erste Wahl einer Frau in das koloniale gesetzgebende Gremium: Evelyn Konou, 1979; in das nationale Parlament: Evelyn Konou, 1979

### Mikronesien
Vor der Unabhängigkeit wurde Frauen am 3. November 1979 das aktive und passive Wahlrecht gegeben. Bei der Erlangung der Unabhängigkeit 1986 wurden diese Rechte bestätigt.
Passives Frauenwahlrecht: 3. November 1979
Erste Wahl einer Frau ins nationale Parlament: Bis 2019 keine.

### Nauru
Das aktive und passive Frauenwahlrecht wurden am 3. Januar 1968 eingeführt.
Erste Wahl einer Frau ins nationale Parlament: Ruby Dediya, Dezember 1986.

### Neuseeland

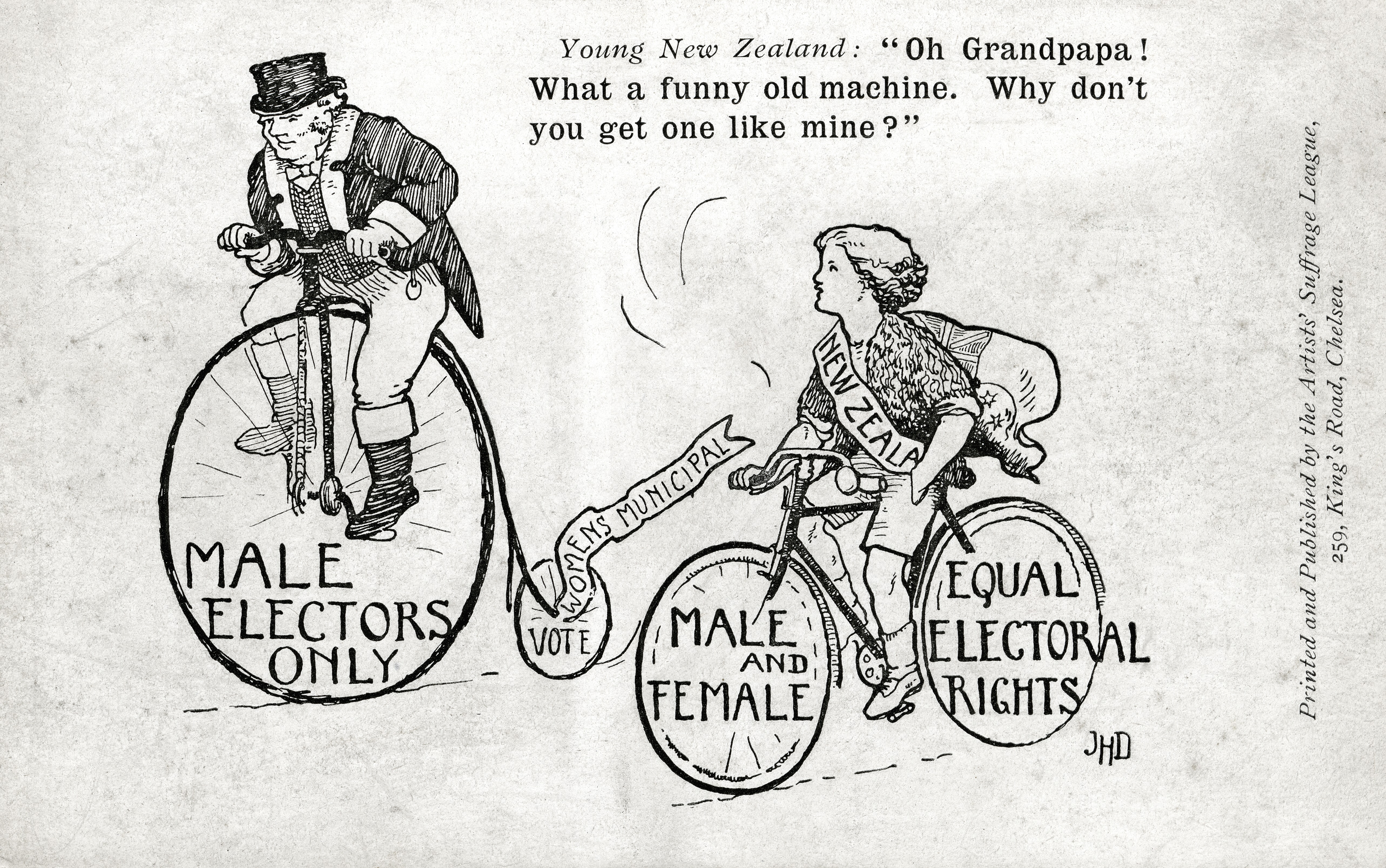
Cartoon zum Frauenwahlrecht aus Neuseeland

Das Frauenwahlrecht in Neuseeland wurde 1893 zunächst lediglich als aktives Wahlrecht eingeführt. Das passive Wahlrecht für Frauen folgte 1919 und die erste Wahl einer Frau ins nationale Parlament vierzehn Jahre später. Bis zur Mitte der 1980er Jahre bewegte sich die Zahl der weiblichen Parlamentsabgeordneten im einstelligen Bereich. Bei der Parlamentswahl von 2017 wurden 38 % Frauen gewählt. Im frühen 21. Jahrhundert hatten Frauen bereits jede der politischen Schlüsselpositionen mindestens einmal inne.
Der Einsatz von Politikern und Aktivistinnen für das Frauenwahlrecht beruhte unter anderem auf dem Gedankengut des britischen Philosophen John Stuart Mill und den Bestrebungen der Abstinenzbewegung, die aus den USA nach Neuseeland kam. Die Einführung des Frauenwahlrechts wurde dadurch wesentlich begünstigt, dass sich in dem jungen Staat die Parteienlandschaft und die Klassengegensätze noch nicht verfestigt hatten und der indigenen Bevölkerung beim Männerwahlrecht bereits dieselben Rechte zugestanden worden waren wie den Eingewanderten. Die zahlreichen Petitionen beschleunigten die Entwicklung. Zwischen 1878 und 1887 scheiterten mehrere Gesetzesvorlagen, die das Wahlrecht für alle Frauen oder mindestens für die begüterten von ihnen vorsahen. 1891 und 1892 erhielten im Unterhaus Gesetzesvorschläge, die alle Frauen zu Wählerinnen machen wollten, die Mehrheit; die Gesetzentwürfe wurden aber im konservativeren Oberhaus abgelehnt.

### Palau
Vor der Unabhängigkeit, noch unter US-amerikanischer Verwaltung, hatten Frauen das Wahlrecht am 2. April 1979 erhalten. Es wurde bei der Unabhängigkeit 1994 bestätigt.
Passives Frauenwahlrecht: 2. April 1979.
Erste Wahl einer Frau ins nationale Parlament: House of Delegates Akiko Catherine Sugiyama, 1975; Senat: Sandra Sumang Pierantozzi, 1997

### Papua-Neuguinea
Vor der Unabhängigkeit, noch unter australischer Verwaltung, erhielten Frauen am 15. Februar 1964 das aktive Wahlrecht. Dieses Recht wurde bei der Unabhängigkeit 1975 bestätigt.
Passives Frauenwahlrecht: 27. Februar 1963
Erste Wahl einer Frau ins nationale Parlament:Josephine Abaijah, 1972 Koloniales gesetzgebendes Gremium, House of Assembly; nationales Parlament: Drei Frauen, Juli 1977

### Salomonen
In der Kolonialzeit unter britischer Verwaltung wurde Frauen das Wahlrecht im April 1974 garantiert. Dieses Recht wurde bei der Unabhängigkeit 1978 bestätigt.
Passives Frauenwahlrecht: 1974
Erste Wahl einer Frau ins koloniale Parlament: Lilly Ogatina, 1965; ins nationale Parlament: Hilda Auvi Kari, 1989

### Samoa
1948, noch unter neuseeländischer Verwaltung,  erhielten Frauen ein eingeschränktes Wahlrecht auf nationaler Ebene: Nur Clanoberhäupter, genannt Matai, und Nichtsamoanerinnen und -samoaner (europäischer oder chinesischer Abstimmung), die alle Formalitäten zur Erlangung von Staatsbürgerschaft und Aufenthaltsrecht erfüllt hatten, durften wählen.
1961 wurde das Land unabhängig.
Zwischen 1962 und 1990 war das Wahlrecht auf die Matai beschränkt. Nur zwei der insgesamt 49 Mitglieder der gesetzgebenden Versammlung (Fono) wurden nach allgemeinem Wahlrecht gewählt. Die große Mehrheit der Matai waren immer Männer. Seit den 1960er Jahren hatte aber der Bildungsaufstieg der Frauen, der zu höheren Bildungsabschlüssen und Qualifikationen geführt hatte, die Zahl der weiblichen Matai vergrößert. Nur eine kleine Zahl von Frauen waren seit 1962 in die gesetzgebende Versammlung gewählt worden. Nach einem Referendum vom Oktober 1990 wurde das allgemeine Wahlrecht eingeführt. Die ersten Wahlen unter dem veränderten Bedingungen wurden im April 1991 abgehalten.
Bevor im Oktober 1990 das allgemeine aktive und passive Wahlrecht eingeführt wurde, hatten nur Clanoberhäupter das aktive und passive Wahlrecht.
Erste Wahl einer Frau ins nationale Parlament: Fiame Naomi Mata'afa, Matatumua Maimoaga Vermeulen, beide April 1991; davor saßen 1975–1982 Fetauimalemau Matāʻafa und 1964 eine Frau im Parlament, die näheren Umstände ließen sich nicht ermitteln.

### Tonga
Vor der Unabhängigkeit, unter britischer Verwaltung, erhielten Frauen 1960 das Wahlrecht. Diese Rechte wurden bei der Erlangung der Unabhängigkeit 1970 bestätigt.
Passives Frauenwahlrecht: 1960
Erste Wahl einer Frau ins nationale Parlament: Papiloa Bloomfield Foliaki, 1978; Prinzessin Mele Siulikutapu Kalaniuvalu-Fotofili, 1975

### Tuvalu
Unter britischer Verwaltung erhielten Frauen am 1. Januar 1967 das Wahlrecht. Bei der Unabhängigkeit 1978 wurde dieses Recht bestätigt.
Passives Frauenwahlrecht: 1. Januar 1967
Erste Wahl einer Frau ins nationale Parlament: Naama Maheu Laatasi, September 1989

### Vanuatu
Vor der Unabhängigkeit, unter der Verwaltung des britisch-französischen Kondominium Neue Hebriden, wurde Frauen das Wahlrecht im November 1975 garantiert. Bei der Erlangung der Unabhängigkeit wurden am 30. Juli 1980 dieses Recht bestätigt.
Passives Frauenwahlrecht: November 1975
Erste Wahl einer Frau ins nationale Parlament: Zwei Frauen, November 1987